# Mickey Gilley
Mickey Leroy Gilley (9 mars 1936  - 7 mai 2022) est un chanteur et compositeur de musique country américain. Bien qu'il commence à chanter du country et du western dans les années 1970, il s'est orienté vers un son plus pop dans les années 1980, lui apportant un succès supplémentaire.